# Isaías Pessotti
Isaías Pessotti (São Bernardo do Campo, 28 settembre 1933 – Ribeirão Preto, 26 marzo 2024) è stato uno psicologo e scrittore brasiliano.

## Biografia
Allievo di Fred Simmons Keller, nel 1955 si laureò in psicologia all'Università di San Paolo. Nella seconda metà degli anni Sessanta, con l'instaurazione della dittatura militare brasiliana, si trasferì all'istituto di psicologia dell'Università degli Studi di Milano diretto da Marcello Cesa-Bianchi, dove condusse i primi esperimenti sul condizionamento operante in Italia.
Conseguito nel 1969 il dottorato all'Università di San Paolo, avendo come relatrice Carolina Martuscelli Bori, nel 1971 insieme a Marco Todeschini tradusse in italiano il saggio Scienza e comportamento del comportamentista Burrhus Frederic Skinner per la collana «Psicologia» della casa editrice FrancoAngeli.
Eletto nel 1977 presidente della Società di psicologia di Ribeirão Preto — precorritrice della Società brasiliana di psicologia —, nel 1982 fu nominato professore ordinario all'Università Federale di San Carlo, trasferendosi poi nel 1983 alla sede di Ribeirão Preto dell'Università di San Paolo.
Nel 1994 vinse il premio Jabuti, il principale premio letterario in Brasile, per il miglior romanzo e libro dell'anno.
Dopo essere caduto in casa propria ed essersi fratturato femore e omero, fu colpito da un'embolia polmonare che lo portò alla morte, avvenuta intorno alle 19,40 del 26 marzo 2024.

## Opere

### Saggistica
- Isaías Pessotti, Introduzione allo studio del comportamento operante, Bologna, il Mulino, 1970.
- Isaías Pessotti e Anna Longoni Forges, L'apprendimento animale, Milano, Aldo Martello Editore, 1972.
- Isaías Pessotti, Il secolo dei manicomi, a cura di Giovanni Lo Savio, illustrazioni di Bruno Caruso, Edizioni Tolman, 2009.

### Narrativa
- Isaías Pessotti, I cani di Archelao, Milano, Italianova, 2005.